# سایبرسباخ
سایبرسباخ (به آلمانی: Seibersbach) یک شهر در آلمان است که در باد کرویتسناخ واقع شده‌است. سایبرسباخ ۱٬۵۲۹ نفر جمعیت دارد.